# Berrostegieta
Berrostegieta (baskiska: Berroztegieta) är en ort i Spanien.   Den ligger i provinsen Araba / Álava och regionen Baskien, i den norra delen av landet, 280 km norr om huvudstaden Madrid. Berrostegieta ligger 619 meter över havet och antalet invånare är 590.
Terrängen runt Berrostegieta är kuperad söderut, men norrut är den platt. Runt Berrostegieta är det mycket glesbefolkat, med 4 invånare per kvadratkilometer. Närmaste större samhälle är Vitoria, 5,1 km nordost om Berrostegieta. Omgivningarna runt Berrostegieta är en mosaik av jordbruksmark och naturlig växtlighet.